# Liste der Biografien/Bop
Liste der Biografien |
Portal Biografien |
Personensuche
# |
A |
B |
C |
D |
E |
F |
G |
H |
I |
J |
K |
L |
M |
N |
O |
P |
Q |
R |
S |
T |
U |
V |
W |
X |
Y |
Z |
?
 
Ba |
Be |
Bd |
Bg |
Bh |
Bi |
Bj |
Bl |
Bm |
Bn |
Bo |
Br |
Bs |
Bu |
Bw |
By |
Bz
 
Boa–Boc |
Bod |
Boe |
Bof |
Bog |
Boh |
Boi–Bok |
Bol |
Bom |
Bon |
Boo |
Bop |
Boq |
Bor |
Bos |
Bot |
Bou |
Bov–Boz
Die Liste der Biografien führt alle Personen auf, die in der deutschsprachigen Wikipedia einen Artikel haben. Dieses ist eine Teilliste mit 48 Einträgen von Personen, deren Namen mit den Buchstaben „Bop“ beginnt.

## Bop

### Bopa
- Bopanna, Rohan (* 1980), indischer TennisspielerRohan Bopanna (* 1980)

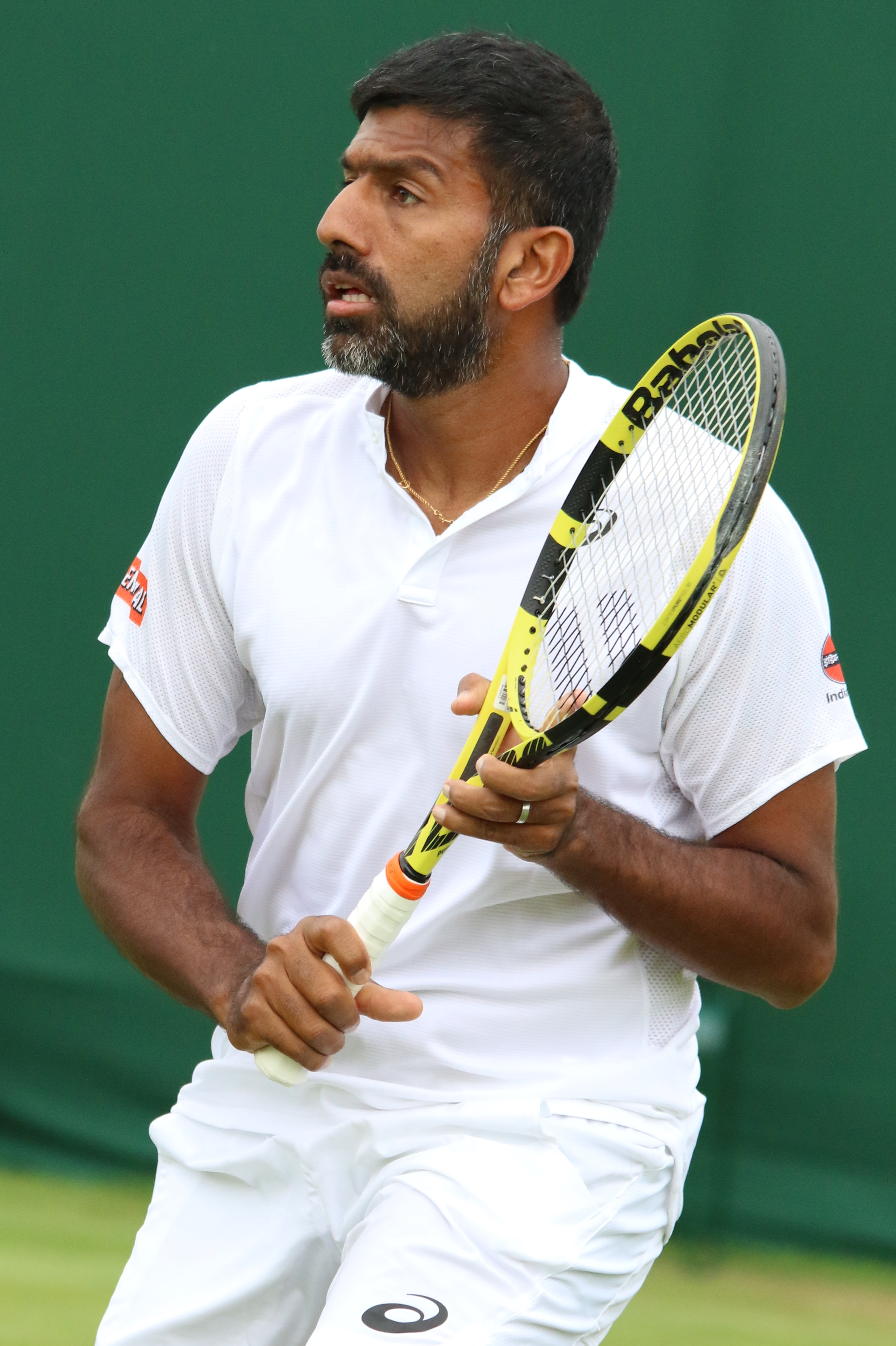
Rohan Bopanna (* 1980)

### Bope
- Bope, Libère Pwongo (* 1964), kongolesischer Geistlicher, römisch-katholischer Bischof von Basankusu

### Boph
- Bopha, Yorm (* 1983), kambodschanische Menschenrechtlerin

### Bopp
- Bopp, Annette (* 1952), deutsche Journalistin
- Bopp, Anselma (1835–1887), deutsche Franziskanerin und Ordensgründerin
- Bopp, Arthur (1860–1928), württembergischer Generalmajor
- Bopp, August (1873–1926), deutscher Musikschriftsteller und Musikpädagoge
- Bopp, Christiane (* 1971), französische Posaunistin
- Bopp, Eugen (* 1983), deutscher Fußballspieler
- Bopp, Franz (1791–1867), deutscher Sprachwissenschaftler und Sanskritforscher
- Bopp, Franz (1862–1929), deutscher Diplomat
- Bopp, Friedrich (1825–1849), deutscher Chemiker, Demokrat und Revolutionär
- Bopp, Fritz (1863–1935), Schweizer Journalist, Dichter und Politiker
- Bopp, Fritz (1909–1987), deutscher Physiker
- Bopp, Gerhard (1949–2023), deutscher Fußballspieler
- Bopp, Heinrich (1835–1876), deutscher Bankier
- Bopp, Herbert (* 1949), deutscher Journalist und Blogger
- Bopp, Joseph (1908–1982), Schweizer Flötist und Komponist
- Bopp, Karl (1877–1934), deutscher Mathematiker
- Bopp, Karl (* 1953), deutscher Theologe
- Bopp, Karl Peter (1865–1931), Gutsbesitzer, Mitglied des Provinziallandtages der Provinz Hessen-Nassau
- Bopp, Léon (1896–1977), Schweizer Kulturjournalist und Schriftsteller
- Bopp, Linus (1887–1971), deutscher Theologe und Heilpädagoge
- Bopp, Ludwig (1869–1930), deutscher Architekt
- Bopp, Manfred (1936–2006), deutscher Fußballspieler
- Bopp, Petra (* 1943), deutsche Kunsthistorikerin
- Bopp, Raul (1898–1984), brasilianischer Dichter der Moderne und Diplomat
- Bopp, Sven (* 1982), deutscher Fußballspieler
- Bopp, Thomas (1949–2018), US-amerikanischer AmateurastronomThomas Bopp (1949–2018)

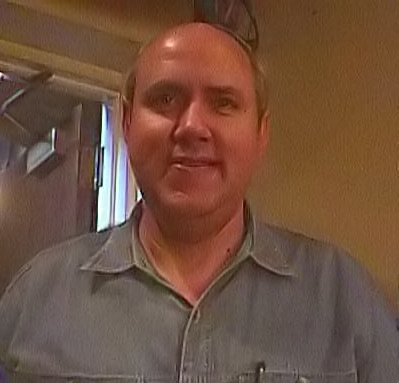
Thomas Bopp (1949–2018)

- Bopp, Thomas (* 1952), deutscher Politiker (CDU), MdL
- Bopp, Ulrich (* 1940), deutscher Verwaltungsjurist
- Bopp, Viktor (* 1989), deutscher Fußballspieler
- Bopp, Wilhelm (1863–1931), deutscher Dirigent, Musikschriftsteller und Musikpädagoge
- Bopp, Willy (1928–1979), deutscher Industriekaufmann, Gewerkschafter und Senator (Bayern)
- Bopp-Filimonov, Valeska (* 1977), deutsche Rumänistin
- Bopparder, Friedrich († 1519), Stiftsdekan
- Bopparder, Peter, Stiftsdekan
- Boppart, Andreas (* 1979), Schweizer Pädagoge, Theologe, Pastor, Autor und Leiter von Campus für Christus (seit 2013)Andreas Boppart (* 1979)

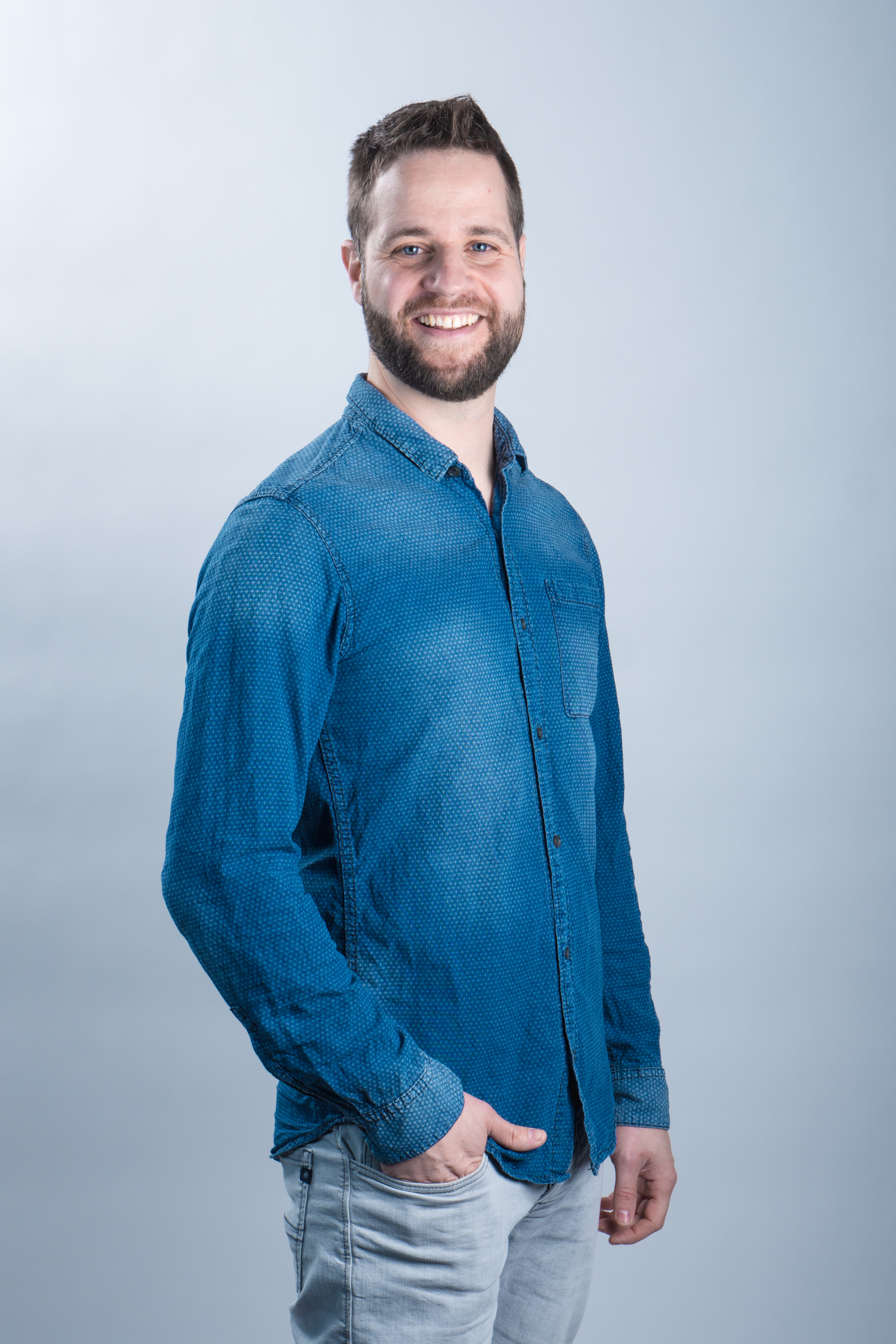
Andreas Boppart (* 1979)

- Boppart, Armand (1894–1975), Schweizer Wasserballspieler
- Boppe, mittelhochdeutscher Sangspruchdichter
- Boppel, Alfred (1872–1951), deutscher Fotograf und Drucker in Schwäbisch Gmünd
- Boppel, Hans Christoph (* 1951), deutscher Politiker (Die Grünen), MdL
- Boppel, Wilhelm (1841–1896), deutscher Fotograf
- Boppert, Konrat (1750–1811), deutscher Benediktiner, Priester und Schriftsteller
- Boppert, Walburg, deutsche Althistorikerin und provinzialrömische Archäologin
- Böpple, Ulrich (* 1963), deutscher Fußballspieler
- Boppo, Carl (1840–1928), deutscher Genre- und Historienmaler

### Bopu
- Bopulas, Chelsea Cassiopea Evali (* 2000), malaysische Sprinterin